# Granica libijsko-nigerska
Granica libijsko-nigerska – granica międzypaństwowa pomiędzy Libią i Nigrem o długości 354 kilometrów.
Granica libijsko-nigerska ma 349 km długości i składa się z kilku odcinków linii prostych, które rozdzielają północno-wschodni Niger od południowo-zachodniej Libii. W Nigrze do granicy przylega departament Agadez, natomiast w Libii gmina Marzuk. Granica przebiega przez pustynię Sahara, początek biorąc w trójstyku z Czadem o współrzędnych 23°00,0′N 15°00,0′E/23,000000 15,000000. Następnie granica biegnie linią prostą w kierunku południowo-zachodnim przez Saharę do punktu 22°38′42″N 14°11′06″E/22,645000 14,185000, gdzie skręca na północny zachód i kieruje się do trójstyku z Algierią w punkcie 23°30′54″N 12°00′00″E/23,515000 12,000000. Linia graniczna przecina Zwrotnik Raka. Granica przebiega przez niezamieszkane tereny Sahary, nie prowadzi przez nią żadna droga, która łączyłaby sąsiadujące kraje, a z powodu niekorzystnych warunków klimatycznych przecinają ją jedynie nieliczne karawany tuareskie.
Granica powstała po uzyskaniu niepodległości przez Libię (1951) i Niger (1960), które wcześniej stanowiły kolonie, odpowiednio Włoch i Francji.